# Contrerime
La contrerime est un quatrain combinant rimes embrassées (ABBA) et structure métrique croisée (généralement 8-6-8-6), ce qui donne une impression de déséquilibre.

## Présentation
Elle doit son nom à Paul-Jean Toulet qui composa majoritairement son recueil Les Contrerimes (1921) de poèmes faits de tels quatrains. En voici un extrait :
Douce plage où naquit mon âme ;
Et toi, savane en fleurs
Que l’Océan trempe de pleurs
Et le soleil de flamme.
Avant lui, cette strophe est très peu utilisée. On la trouve néanmoins dans un poème célèbre de Leconte de Lisle, Le Manchy :
Sous un nuage frais de claire mousseline,
Tous les dimanches au matin,
Tu venais à la ville en manchy de rotin,
Par les rampes de la colline.
On trouve également un curieux spécimen de contrerime dans le poème Ab Imo d'Ernest Raynaud (Le Signe, 1887) Texte en ligne sur Gallica, qui fait alterner, en rimes embrassées, alexandrins et décasyllabes : 
Là-bas dans l'inconnu si vaste, tu m'attires
Avec tes yeux noirs toujours grands ouverts
A travers toute fièvre, ô douleur, à travers
La faute et le blasphème et les délires.
Avant encore, la forme est utilisée dans un quatrain de Pierre-Charles Roy (1683-1764) servant de légende à une gravure représentant des patineurs (in Jules Laisne, Encyclopediana, recueil d'anecdotes anciennes modernes et contemporaines, 1857) : 
Sur un mince cristal l’hiver conduit leurs pas :
Le précipice est sous la glace ;
Telle est de vos plaisirs la légère surface.
Glissez, mortels, n’appuyez pas.
Remarquons que les quatrains de ces deux « prédécesseurs » font alterner des alexandrins et des octosyllabes alors que la contrerime de Toulet utilise des vers plus courts, généralement des alternances d'octosyllabes et d'hexasyllabes.
Après Toulet, les poètes fantaisistes, qui le prennent pour modèle, n'en useront que très rarement. Notons cependant que le poète contemporain Guillaume Decourt en a composé plusieurs dans son recueil Diplomatiques (2014), en voici un extrait :
Ne subsiste de tout cela
Que photo sur iPhone
Moi petit au regard de faune
Un jour d'Intifada